# Regius Professor of Divinity (Oxford)
Der Regius Professor of Divinity ist eine 1542 von König Heinrich VIII. gestiftete Regius-Professur für Theologie an der University of Oxford. Neben dieser Regius Professur existiert eine weitere, ebenfalls von König Heinrich VIII. gestiftete Regius Professur of Divinity an der University of Cambridge und eine Regius Professur of Divinity am Trinity College an der University of Dublin.

## Protestantismus und Katholizismus im Amt
Heinrich VIII. versuchte durch die Stiftung verschiedener Professuren an den Universitäten Oxford und Cambridge, die gerade unabhängig gewordene Church of England in der akademischen Kultur zu verankern. Der erste von Heinrich VIII. ernannte Regius Professor of Divinity an der Universität Oxford wurde 1542 der konservative Richard Smyth. (Die Catholic Encyclopedia gibt als Jahr der Ernennung 1536 an.) Bei der Thronbesteigung des neunjährigen Eduard VI. stimmte Smyth erst der anglikanischen Religion zu, widerrief aber und erklärte, dass die rechtmäßige Herrschaft Roms zu Unrecht abgeschafft worden sei. Daraufhin wurde er von Erzbischof Thomas Cranmer seiner Ämter enthoben und 1548 durch den aus Italien eingewanderten Peter Martyr Vermigli ersetzt. Smyth lebte weiterhin in Oxford und trug mit Vermigli eine öffentliche Diskussion aus. Kurz danach wurde er verhaftet und floh bei erster Gelegenheit nach Löwen in Flandern (damals Teil der Spanischen Niederlande).
Nach dem Tod Eduards übernahm Maria I. den Thron und leitete eine Bewegung gegen den englischen Protestantismus ein. Diesen Bemühungen verdankt sie ihren Beinamen „die Katholische“. In der katholischen Restauration von 1553 bis 1558 spielten die Universitäten eine zentrale Rolle.:7 Mit Protestanten besetzte Professuren, auch die von Heinrich VIII. gestifteten Regius-Professuren, wurden mit katholischen Professoren besetzt.:7 Gleichzeitig wurden an den Colleges Bereinigungsaktionen durchgeführt.:7 1554 übernahm Smyth erneut die Professur und weitere Ämter. Obendrein wurde er noch Kaplan der Königin Maria I. Er spielte eine wesentliche Rolle in der Verurteilung der anglikanischen Märtyrer Cramner, Ridley und Latimer; bei der Hinrichtung der beiden Letzteren predigte er auch. Von 1556 bis 1559 übernahm der Dominikaner Juan de Villagarcía die Professur. Als dieser nach Spanien zurückkehrte, übernahm Smyth die Professur zum letzten Mal.

## Elisabethanische Zeit
Mit dem Tod von Königin Maria I. 1558 schwang das Pendel in die entgegengesetzte Richtung und die Professur und die Colleges wurden wieder mit linientreuen Protestanten besetzt. Die lange Regierungszeit Elisabeth I. zementierte schließlich die Religion und etablierte die anglikanische Kirche dauerhaft in England.:7 Smyth wurde der Aufsicht Erzbischof Parkers unterstellt, der ihn zum Widerruf aufforderte. Nach dem fehlgeschlagenen Versuch, in Schottland unterzukommen, floh Smyth nach Douai, heute Frankreich, damals ebenfalls Spanische Niederlande, wo er mit der Protektion Philipps II. von Spanien zum Kaplan und kurz danach zum Kanzler der neugegründeten Universität wurde. Dort verstarb Smyth am 9. Juli 1563.
Bis ca. 1620 waren die Professoren und die Diakone der Kathedrale von Oxford (Christ Church Cathedral) demonstrativ puritanisch.:7 Die Professoren in Oxford bildeten eine Ausnahme. Dort wurden seit 1590 vier wesentliche Fraktionen beobachtet: Konformisten, Calvinisten, Episkopalische und Puritaner.:7 Der erste von Elisabeth I. eingesetzte Professor war der unter Maria I. im Exil lebende Lawrence Humphrey.:7 Dieser behielt die Professur trotz seiner politisch nicht opportunen puritanischen Ausrichtung für 30 Jahre.:7
1589 folgte Thomas Holland. Holland wurde 1592 auch Fellow auf Lebenszeit im Exeter College und mit Elisabeths Protektion Rector. Sein Auftrag war die Sicherung der Konformität des Lehrkörpers, der stark von „romanistischen“ Elementen durchsetzt war. Holland gehörte auch zu den Bearbeitern der von William Tyndale begonnenen Übersetzung der Bibel, die zur Grundlage der autorisierten King-James-Bibel wurde.
1605 besserte Jakob I. das Einkommen des Professors auf, indem er die Bezüge der Diözese Christ Church fest mit der Professur verband. Holland blieb bis zu seinem Tod im Amt. Sein Nachfolger wurde der von Jakob I. (engl. James I.) ernannte Robert Abbot.

## Inhaber
| Name                     | Namenszusatz       | von  | bis  | Anmerkung |
| ------------------------ | ------------------ | ---- | ---- | --- |
| Richard Smyth:36         | D.D.               | 1535 | 1548 | Smyth, auch Smith, war Leiter von Balliol Hall.:36 |
| Peter Martyr Vermigli:36 | D.D.               | 1548 | 1554 | Der „protestantische Reformator“ Vermigli war an der Universität Padua ausgebildet. |
| Richard Smyth            | D.D.               | 1554 |      | Zweite Amtszeit unter Maria I.:36 |
| Juan de Villagarcía      | D.D.               | 1556 | 1559 | Der Name wird auch als John de Garcia, John de Garcina oder John de Villa Garcia angegeben. Der University Calender 1831 gibt den Namen als Joannes Fraterculus:36 an, was aber nur lateinisch für „kleiner Bruder John“ ist. Villagarcía war spanischer Dominikaner aus Valladolid.                                                                                                  |
| Richard Smyth            |                    | 1559 |      | Dritte Amtszeit.:36 Nach dem Tod von Maria I. wurde Smyth all seiner Ämter enthoben und floh vor der Verfolgung nach Douai im heutigen Frankreich, wo er bis zu seinem Lebensende blieb. |
| Lawrence Humphrey:7:36   | D.D.               | 1560 | 1589 | Unter Königin Maria I. war Humphrey ins Exil gegangen, unter Elisabeth I. kehrte er zurück und wurde zum Nachfolger von Smyth.:7 Er konnte seine puritanische Gesinnung ausreichend gut verdecken, um fast 30 Jahre im Amt zu bleiben.:7 |
| Thomas Holland:36        | D.D.               | 1589 | 1612 | Holland wurde von Elisabeth I. stark gefördert. Im Gegenzug machte er seinen Einfluss geltend, um den Lehrkörper auf Linie mit der anglikanischen Kirche zu bringen. Er war Mentor und Freund des späteren Nachfolgers im Amt, John Prideaux. In der Amtszeit Hollands wurden die Diözesen Christ Church und das Rektorat von Ewelme im Bistum Oxford mit der Professur gekoppelt.:36 |
| Robert Abbot:36          | D.D.               | 1612 | 1615 | Abbot war auch Leiter des Balliol Colleges und später Bischof von Salisbury.:36 Die Einsegnung zum Bischof nahm sein Bruder, George Abbot, vor. |
| John Prideaux            | D.D.               | 1615 |      | Prideaux wurde später Rektor von Exeter:36 und nach vielen Jahren ausgleichender Arbeit als Regius Professor Bischof von Worcester. |
| Robert Sanderson:36:74   | D.D.               | 1642 | 1648 | Bis 1646 lehrte Sanderson wegen der herrschenden Unruhen nicht. 1648 wurde er seines Amtes enthoben. Sandersons Amtsenthebung führte auch dazu, dass der königliche Beitrag zum Gehalt des Professors gestrichen wurde. |
| Robert Crosse:36         | D.D.               | 1648 | 1648 | Der Puritaner Robert Cross sollte Sanderson in der Universität ersetzen. Cross aber lehnte ab und übernahm stattdessen eine Pfarrei in seiner Heimat, wo er bis zu seinem Tod blieb. |
| Joshua Hoyle:36          | D.D.               | 1648 | 1654 | Nach einiger Zeit in der Kommission zur Reformation der Universität Oxford wurde Hoyle zum Regius Professor und zum Leiter des University College:36 ernannt. Da die Pfarrei Christ Church, die üblicherweise zum Lebensunterhalt des Professors beitrug, schon vor seiner Ernennung in andere Hände gelegt worden war, beklagte er das schlechte Einkommen.                          |
| John Conant              | D.D.               | 1654 | 1660 | Zusätzlich wurde Conant noch Rektor von Exeter:36 Um den Verlust der königlichen Zuwendungen seit der Amtsenthebung Sandersons wettzumachen, wurde Conant noch eine Pfarrei zugesprochen. |
| Robert Sanderson         | D.D.               | 1660 | 1661 | Im August wurde Sanderson wieder als Regius Professor eingesetzt und schon im Oktober des gleichen Jahres zum Bischof von Lincoln gesegnet.:36 |
| William Creed:835        | D.D.               | 1661 | 1663 | Während des Bürgerkriegs war Creed Royalist, der seine Fellowship und Diözese verlor. 1660 wurde er zum Regius Professor ernannt und hielt das Amt bis zu seinem Tod am 19. Juli 1663. |
| Richard Allestree:835    | D.D.               | 1663 | 1680 | Allestree war Royalist und kämpfte mehrfach aktiv in verschiedenen Auseinandersetzungen. 1663 wurde er einer der Kaplane des Königs und im Dezember wurde er zum Regius Professor of Divinity ernannt. Allestree war auch Provost des Eton Colleges.:36 |
| William Jane:36          | D.D.               | 1680 |      | Jane wurde nicht wegen seiner Fähigkeiten, sondern mehr wegen seines Auftretens in jungen Jahren zum Regius Professor ernannt. Im Ergebnis machte er unhaltbare Aussagen, die er später nur schwer revidieren konnte, und zeigte wenig akademisches Geschick, konnte den Hörsaal nicht füllen und galt als schlechter Lehrer.                                                         |
| John Potter:36           | D.D.               | 1708 | 1737 | Der University Calender von 1831 gibt als erstes Amtsjahr 1707 an.:36 Potter wurde später Bischof von Oxford und dann Erzbischof von Canterbury.:36 |
| George Rye:36            | D.D.               | 1737 | 1741 | |
| John Fanshawe:36         | D.D.               | 1741 | 1763 | Fanshawe gab seine Regius-Professur der griechischen Sprache auf, um den Lehrstuhl zu übernehmen.:36 |
| Edward Bentham:36        | D.D.               | 1763 | 1776 | |
| Benjamin Wheeler:36      | D.D.               | 1776 |      | |
| John Randolph:36         |                    | 1783 |      | Wie schon Fanshawe vor ihm gab Randolph die Regius-Professur für Griechisch für diese Professur auf.:36 Er gab den Lehrstuhl auf, als er zum Bischof von Bangor berufen wurde. |
| Charles Henry Hall:36    | D.D.               | 1807 | 1809 | |
| William Howley:36        | D.D.               | 1809 | 1813 | Howley stieg in der anglikanischen Kirche zum Bischof von London und 1828 zum Erzbischof von Canterbury auf.:36 |
| William Van Mildert:36   | D.D.               | 1813 | 1820 | Van Mildert wurde 1820 zum Bischof von Landaff ernannt. |
| Frodsham Hodson:36       | D.D.               | 1820 | 1822 | |
| Charles Lloyd:36         | D.D.               | 1822 | 1829 | Lloyd wurde vom König als Bischof von Oxford vorgeschlagen und ernannt. |
| Edward Burton:36         | B.D.               | 1829 | 1836 | |
| Renn Dickson Hampden     | D.D.               | 1836 | 1848 | Hampden übernahm die Position des Bischofs von Hereford. |
| William Jacobson         | D.D.               | 1848 |      | Jacobson wurde 1883 Bischof von Chester. |
| Robert Payne Smith       | M.A.               | 1865 | 1871 | Smith wurde zum Dean von Canterbury berufen. |
| James Bowling Mozley     | B.D.               | 1871 | 1878 | |
| William Ince             | M.A., D.D.         | 1878 |      | |
| Henry Scott Holland      | D.D.               | 1911 | 1918 | |
| Arthur Cayley Headlam    | D.D.               | 1918 | 1923 | Headlam wurde zum Bischof von Gloucester ernannt. |
| Henry Leighton Goudge    | D.D.               | 1923 |      | |
| Oliver Chase Quick       | D.D.               | 1939 | 1944 | |
| Leonard Hodgson          | D.D.               | 1944 | 1958 | Vor der Ernennung zum Regius Professor of Divinity war Hodgson schon Regius Professor of Moral and Pastoral Theology in Oxford. |
| Henry Chadwick           | D.D.               | 1959 | 1969 | Von 1979 bis zu seiner Emeritierung diente Chadwick auch noch als Regius Professor of Divinity an der University of Cambridge. Dort begründete er mit seinem Bruder Owen das Age of the Chadwicks. |
| Maurice Frank Wiles      | M.A., D.D.         | 1970 | 1991 | |
| John Stephen Keith Ward  | M.A., BLitt., D.D. | 1991 | 2003 | |
| Marilyn McCord Adams     | Ph.D., D.D., Th.M. | 2004 | 2009 | Adams hatte über 30 Jahre an der University of California in Los Angeles und an der Yale University gelehrt, bevor sie die Regius Professur übernahm. |
| Graham Ward              | M.A.               | 2012 |      | |